# Danmarks ambassade i Beijing
Danmarks ambassade i Beijing er Danmarks diplomatiske repræsentation i Folkerepublikken Kina. Ambassaden er beliggende på 1 Dong Wu Jie, San li Tun, i Chaoyang-distriktet i Beijing. 
Danmark anerkendte Folkerepublikken Kina den 9. januar 1950, og diplomatiske forbindelser mellem Danmark og Folkerepublikken Kina blev oprettet den 11. maj 1950. Danmark var det første vestlige land, der anerkendte Folkerepublikken Kina. Den nuværende ambassadebygning blev færdig i juni 1974 og er designet af den berømte danske arkitekt, Gehrdt Bornebusch. Den indeholder ambassadørens bolig samt kontorer for de mere end 60 ansatte beliggende i ambassaden. 
Den Kongelige Danske Ambassade i Beijing er den største danske diplomatiske mission i verden med mere end 60 ansatte. Ambassadens primære opgaver er: 
- At sikre, at de dansk-kinesiske diplomatiske forbindelser opretholdes og optimeres.
- At yde bistand til at optimere Danmarks kommercielle interesser i Kina (se Trade Council).
- At øge bevidstheden om dansk kultur samt sikre, at de uddannelses- og karrieremuligheder, som Danmark giver, formidles til den kinesiske befolkning (se Public Diplomacy events).
- At yde visum og konsulære tjenester for kinesiske borgere samt yde hurtig og effektiv bistand til danskere i Kina.

## Trade Council
Fremmelsen af danske kommercielle interesser i Kina sker gennem ambassadens handelsråd (Trade Council). Handelsrådets opgave er at styrke den danske eksportindsats og fremme investeringsaktiviteter mellem Danmark og Kina. Handelsrådet bistår virksomheder med alt fra strategisk planlægning til juridisk rådgivning, markedsundersøgelser, besøgsprogrammer og offentlige anliggender og fungerer som virksomheders bro mellem Danmark og Kina.

## Offentlige begivenheder
For at kunne formidle dansk kultur til Kina og for at gøre opmærksom på muligheder, som Danmark giver til kinesiske borgere i forbindelse med uddannelse og karrierer, afholder den danske ambassade forskellige offentlige begivenheder. Eksempler på disse åbne begivenheder er Open Denmark Day, hvor mere end 3.800 kinesiske borgere og journalister blev inviteret til ambassaden for at opleve forskellige sider af dansk kultur, et Climate Race, et cykelløb gennem Beijing for at promovere den danske cykel-  og bæredygtighedskultur. Climate Race og Open Denmark Day har begge været nomineret til en PR Asia-pris. 

## Liste over danske ambassadører til Kina
- 1912-1920: Preben F. Ahlefeldt-Laurvig
- 1921-1923: Janus F. Øiesen
- 1924-1932: Henrik Kauffmann
- 1932-1939: Oscar O'Neill Oxholm (diplomat)
- 1940-1946: Hialmar Collin
- 1946-1953: Alex Mørch
- 1953-1959: Aage Gregersen
- 1959-1962: Hans Bertelsen
- 1962-1965: Anker Svart
- 1965-1968: Troels Oldenburg
- 1968-1972: Jørn Stenbæk Hansen
- 1972-1976: Janus A.W. Paludan
- 1976-1980: Kjeld Vilhelm Mortensen
- 1980-1983: Rudolph A. Thorning Petersen
- 1983-1986: Flemming Hedegaard
- 1986-1991: Arne Belling
- 1991-1994: William Friis-Møller
- 1995-2001: Christopher Bo Bramsen
- 2001-2004: Ole Lønsmann Poulsen
- 2004-2007: Laurids Mikaelsen
- 2007-2010: Jeppe Tranholm-Mikkelsen
- 2010-2015: Friis Arne Petersen
- 2015-2020: Anders Carsten Damsgaard
- 2020-2024: Thomas Østrup Møller
- 2024-nu: Michael Starbæk Christensen

## Andre danske repræsentationer i Kina og Taiwan
- Det Kongelige Generalkonsulat i Guangzhou
- Det Kongelige Generalkonsulat i Shanghai
- Innovationscenter Danmark i Shanghai
- Danmarks Handelsråd i Taipei